# Major League Baseball 1891
1891 års säsong av Major League Baseball (MLB) var den 16:e i MLB:s historia. MLB bestod under denna säsong av National League (NL), som bestod av åtta klubbar, och American Association (AA), som bestod av åtta klubbar (varav en lades ned och ersattes av en ny). Mästare i NL blev Boston Beaneaters, som därmed tog sin fjärde ligatitel. Mästare i AA blev Boston Reds, som därmed tog sin andra (och sista) ligatitel, varav den första i AA.

## Tabeller

### National League
| Klubb                 | M   | V  | F  | O | V%    | GB   | PF  | PM  |
| --------------------- | --- | -- | -- | - | ----- | ---- | --- | --- |
| Boston Beaneaters     | 140 | 87 | 51 | 2 | 0,630 | –    | 847 | 658 |
| Chicago Colts         | 137 | 82 | 53 | 2 | 0,607 | 3,5  | 833 | 730 |
| New York Giants       | 136 | 71 | 61 | 4 | 0,538 | 13   | 754 | 711 |
| Philadelphia Phillies | 138 | 68 | 69 | 1 | 0,496 | 18,5 | 756 | 773 |
| Cleveland Spiders     | 141 | 65 | 74 | 2 | 0,468 | 22,5 | 836 | 888 |
| Brooklyn Grooms       | 137 | 61 | 76 | 0 | 0,445 | 25,5 | 765 | 821 |
| Cincinnati Reds       | 138 | 56 | 81 | 1 | 0,409 | 30,5 | 646 | 791 |
| Pittsburg Pirates     | 137 | 55 | 80 | 2 | 0,407 | 30,5 | 679 | 744 |

### American Association
| Klubb                       | M   | V  | F  | O | V%    | GB   | PF    | PM    |
| --------------------------- | --- | -- | -- | - | ----- | ---- | ----- | ----- |
| Boston Reds                 | 139 | 93 | 42 | 4 | 0,689 | –    | 1 027 | 674   |
| St. Louis Browns            | 139 | 85 | 51 | 3 | 0,625 | 8,5  | 959   | 738   |
| Milwaukee Brewers1          | 36  | 21 | 15 | 0 | 0,583 | 22,5 | 228   | 156   |
| Baltimore Orioles           | 139 | 71 | 64 | 4 | 0,526 | 22   | 848   | 796   |
| Philadelphia Athletics      | 143 | 73 | 66 | 4 | 0,525 | 22   | 816   | 793   |
| Columbus Solons             | 138 | 61 | 76 | 1 | 0,445 | 33   | 700   | 777   |
| Cincinnati Kelly's Killers1 | 102 | 43 | 57 | 2 | 0,430 | 32,5 | 547   | 643   |
| Louisville Colonels         | 139 | 54 | 83 | 2 | 0,394 | 40   | 697   | 868   |
| Washington Statesmen        | 139 | 44 | 91 | 4 | 0,326 | 49   | 689   | 1 066 |

1 Cincinnati Kelly's Killers lades ned under säsongen och ersattes av Milwaukee Brewers.

## Statistik

### National League

#### Slagmän

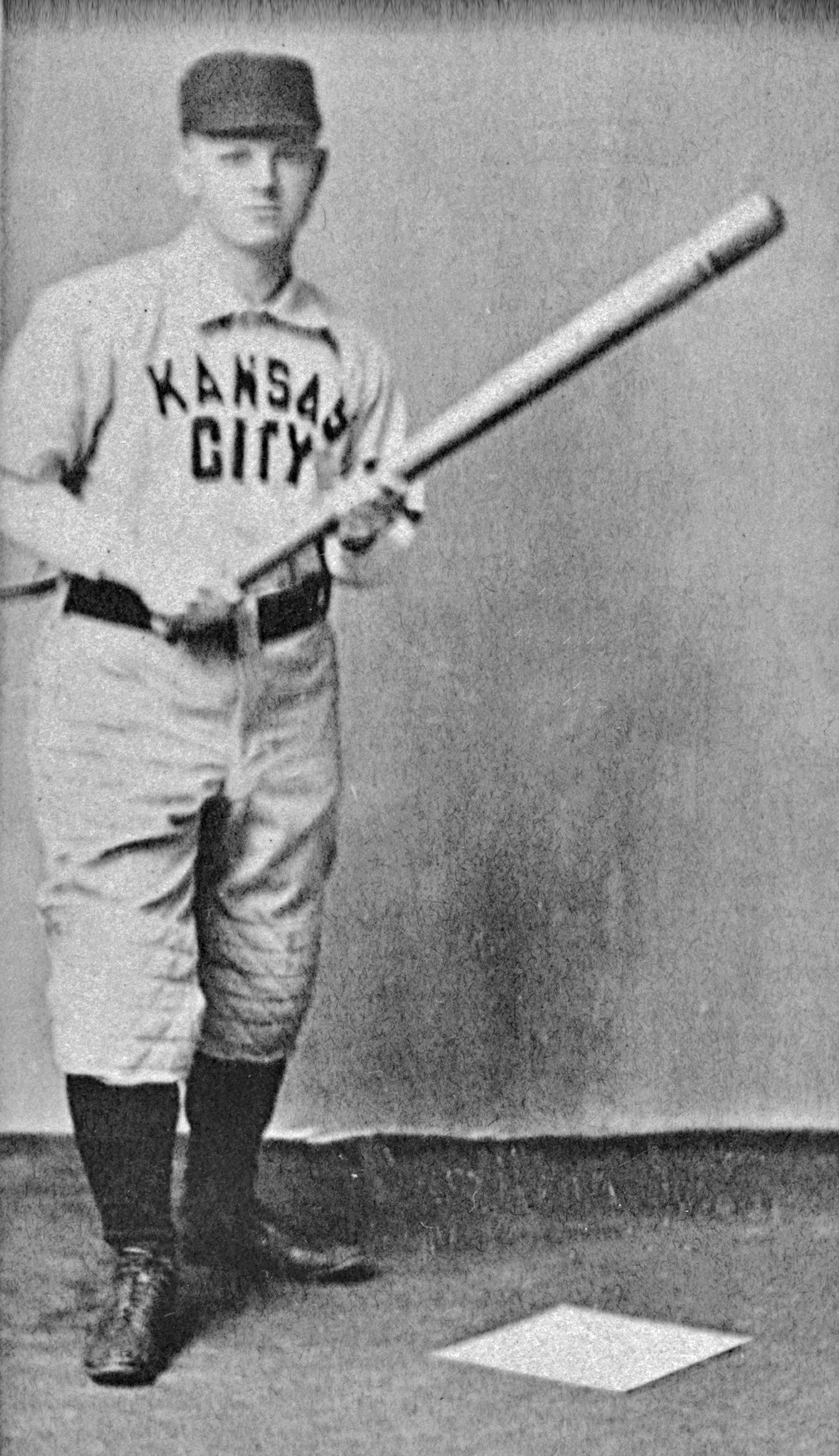
Billy Hamilton.

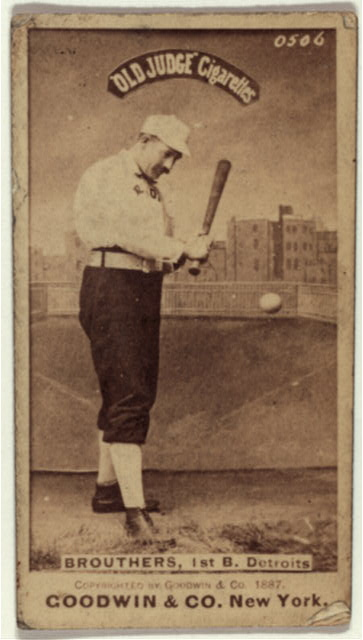
Dan Brouthers.

Källa: 
| Kategori | Slagman                     | Klubb   | Värde |
| -------- | --------------------------- | ------- | ----- |
| AVG      | Billy Hamilton              | PHI     | 0,340 |
| HR       | Harry Stovey · Mike Tiernan | BOS NYG | 16    |
| RBI      | Cap Anson                   | CHI     | 120   |
| R        | Billy Hamilton              | PHI     | 141   |
| H        | Billy Hamilton              | PHI     | 179   |
| OBP      | Billy Hamilton              | PHI     | 0,453 |
| SLG      | Harry Stovey                | BOS     | 0,498 |
| SB       | Billy Hamilton              | PHI     | 111   |

#### Pitchers

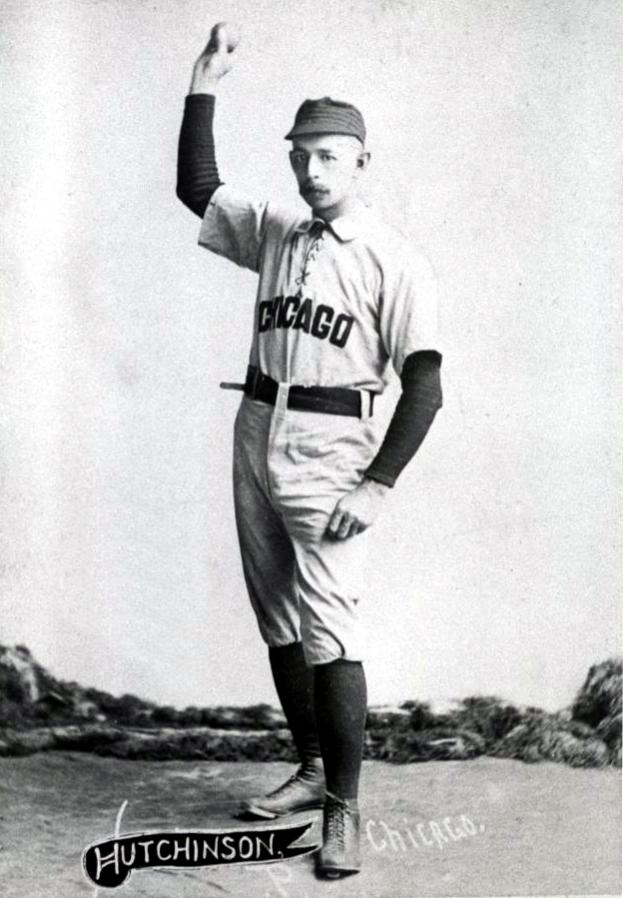
Bill Hutchinson.

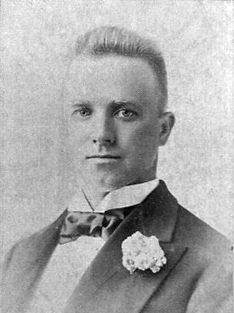
Sadie McMahon.

Källa: 
| Kategori | Pitcher                     | Klubb    | Värde |
| -------- | --------------------------- | -------- | ----- |
| W        | Bill Hutchinson             | CHI      | 44    |
| ERA      | John Ewing                  | NYG      | 2,27  |
| SO       | Amos Rusie                  | NYG      | 337   |
| IP       | Bill Hutchinson             | CHI      | 561,0 |
| CG       | Bill Hutchinson             | CHI      | 56    |
| SHO      | Amos Rusie                  | NYG      | 6     |
| SV       | John Clarkson · Kid Nichols | BOS      | 3     |
| WHIP     | Harry Staley                | PIT, BOS | 1,21  |

### American Association

#### Slagmän
Källa: 
| Kategori | Slagman                   | Klubb | Värde |
| -------- | ------------------------- | ----- | ----- |
| AVG      | Dan Brouthers             | BOS   | 0,350 |
| HR       | Duke Farrell              | BOS   | 12    |
| RBI      | Hugh Duffy · Duke Farrell | BOS   | 110   |
| R        | Tom Brown                 | BOS   | 177   |
| H        | Tom Brown                 | BOS   | 189   |
| OBP      | Dan Brouthers             | BOS   | 0,471 |
| SLG      | Dan Brouthers             | BOS   | 0,512 |
| SB       | Tom Brown                 | BOS   | 106   |

#### Pitchers
Källa: 
| Kategori | Pitcher                                     | Klubb       | Värde |
| -------- | ------------------------------------------- | ----------- | ----- |
| W        | Sadie McMahon                               | BAL         | 35    |
| ERA      | Ed Crane                                    | CIN         | 2,45  |
| SO       | Jack Stivetts                               | STL         | 259   |
| IP       | Sadie McMahon                               | BAL         | 503,0 |
| CG       | Sadie McMahon                               | BAL         | 53    |
| SHO      | George Haddock · Phil Knell · Sadie McMahon | BOS COL BAL | 5     |
| SV       | Bill Daley · Cinders O'Brien                | BOS         | 2     |
| WHIP     | Charlie Buffinton                           | BOS         | 1,16  |